# Historisches Zentrum von Macau
Als Historisches Zentrum von Macau sind weite Teile der Altstadt der chinesischen Sonderverwaltungszone Macau von der UNESCO als Weltkulturerbe unter Schutz gestellt.

## Beschreibung

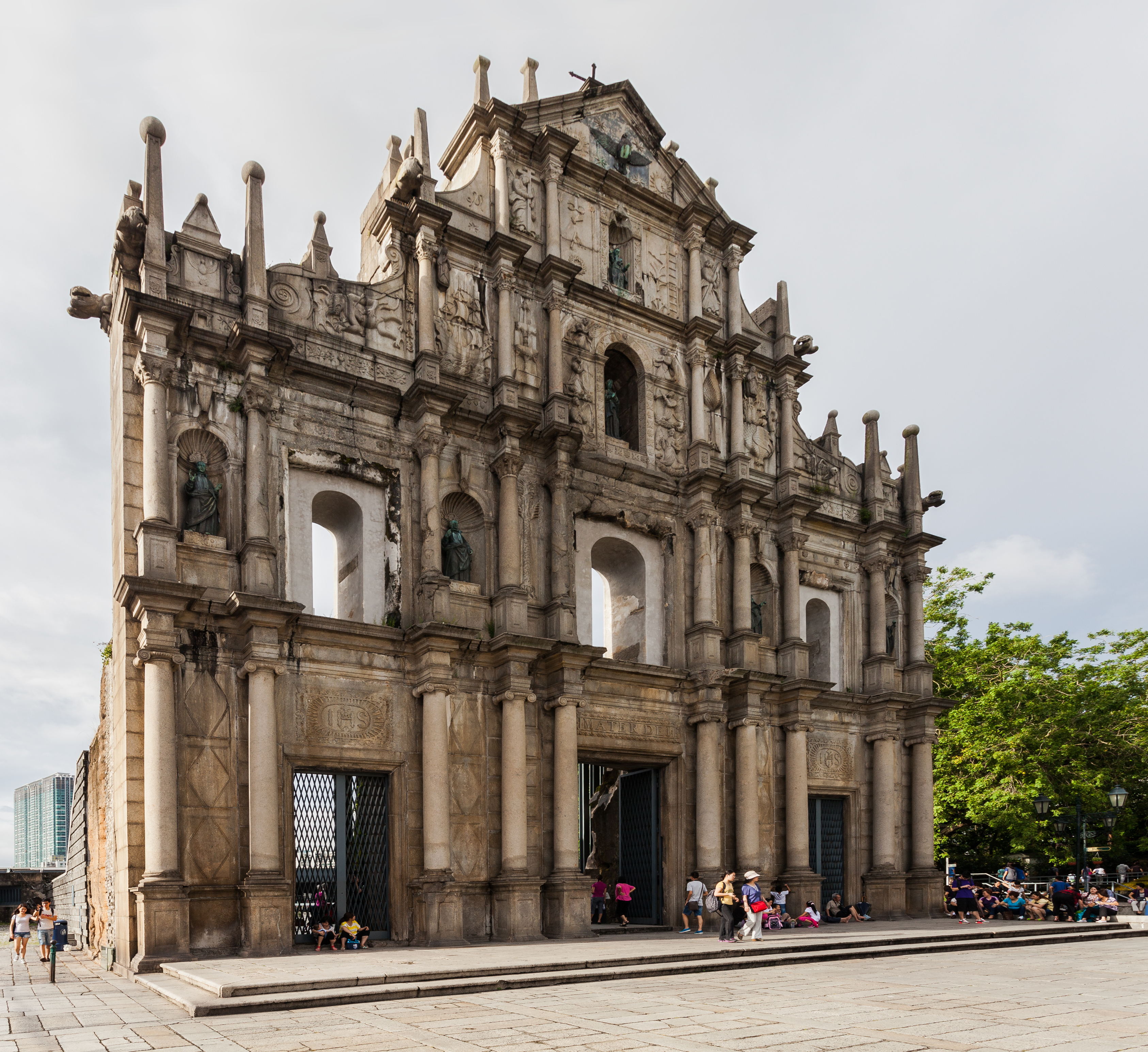
Ruinen der Pauluskirche

Das Welterbe umfasst mehr als zwanzig Gebäude und Plätze, die in zwei geschützte Zonen aufgeteilt sind. Die Zone 1 befindet sich zwischen Mount Hill und Barra Hill im Westen Macaus, die zweite Zone liegt etwa 300 Meter östlich davon im Bereich der Festung Guia Macau war in seiner Vergangenheit, insbesondere seit der Kolonialisierung durch Portugal, stets ein wichtiger Standort für Handel. Aus Sicht der UNESCO lässt sich diese wichtige Rolle der Stadt in der erhaltenen Bebauung noch gut erkennen, insbesondere sei die Stadt ein 

„einmaliges Zeugnis ästhetischer, kultureller, religiöser, architektonischer und technologischer Einflüsse von Ost und West.“

 Öffentliche Gebäude wie Theater, Universitäten, Kirchen oder auch Krankenhäuser wurden im chinesischen Raum als erstes in Macau nach westlichem Vorbild errichtet. 
Neben dem Wahrzeichen Macaus, den Ruinen der Pauluskirche, gehören folgende Plätze und Gebäude zum Welterbe: Mandarin-Haus, St.-Laurenz-Kirche, Kirche und Priesterseminar St. Josef, Dom-Pedro-V-Theater, Sir-Robert-Ho-Tung-Bibliothek, Augustinerkirche, Leal-Senado-Gebäude, Kuan-Tai-Tempel, Haus der Barmherzigkeit, Kathedrale der Geburt unserer Liebfrauen, Lou-Kau-Gebäude, St.-Dominik-Kirche, Na-Tcha-Tempel, Teile der historischen Stadtmauer, Monte Forte, St.-Antonius-Kirche, Casa Garden, Alter Protestantischer Friedhof, Barra-Platz, Lilau-Platz, St.-Augustin-Platz, Senatsplatz, St.-Dominikus-Platz, Domplatz, Largo da Companhia de Jesus, Camões-Platz, Festung Guia mit Leuchtturm.

## Welterbe-Kriterien
Insgesamt treffen auf das Historische Zentrum von Macau vier der Kriterien für Kulturerbe zu:

### Kriterium ii
Als Ort der Zusammenkunft kam es in Macau über Jahrhunderte zum Austausch von menschlichen Werten in Kultur, Wissenschaft, Technologie und Kunstgeschichte. Die europäischen Einflüsse in China und die Zusammenarbeit von chinesischen und portugiesischen Behörden sind dafür besondere Beispiele.

### Kriterium iii
Über 400 Jahre lang war Macau ein wichtiger Ort für europäische Händler und Missionare und ist damit der Ort mit der ältesten und längsten Tradition von Austausch zwischen dem Westen und China. Die Auswirkungen der Vermischung verschiedener Kulturen können in der Historischen Altstadt noch heute besichtigt werden.

### Kriterium iv
In Macau lässt sich die Entwicklung der Begegnungen zwischen Ost und West in der Architektur ablesen. Eine Reihe von öffentlichen Plätzen und Gebäuden verbindet den alten chinesischen Hafen mit der portugiesischen Stadt.

### Kriterium vi
Viele der Austauschprozesse auf den verschiedenen Ebenen der Kultur, Wissenschaft und Technik haben wichtige gesellschaftliche Prozesse in China vorangebracht und letztlich zum Ende des Feudalsystems und der Errichtung einer Republik im modernen Sinne geführt.

## Galerie

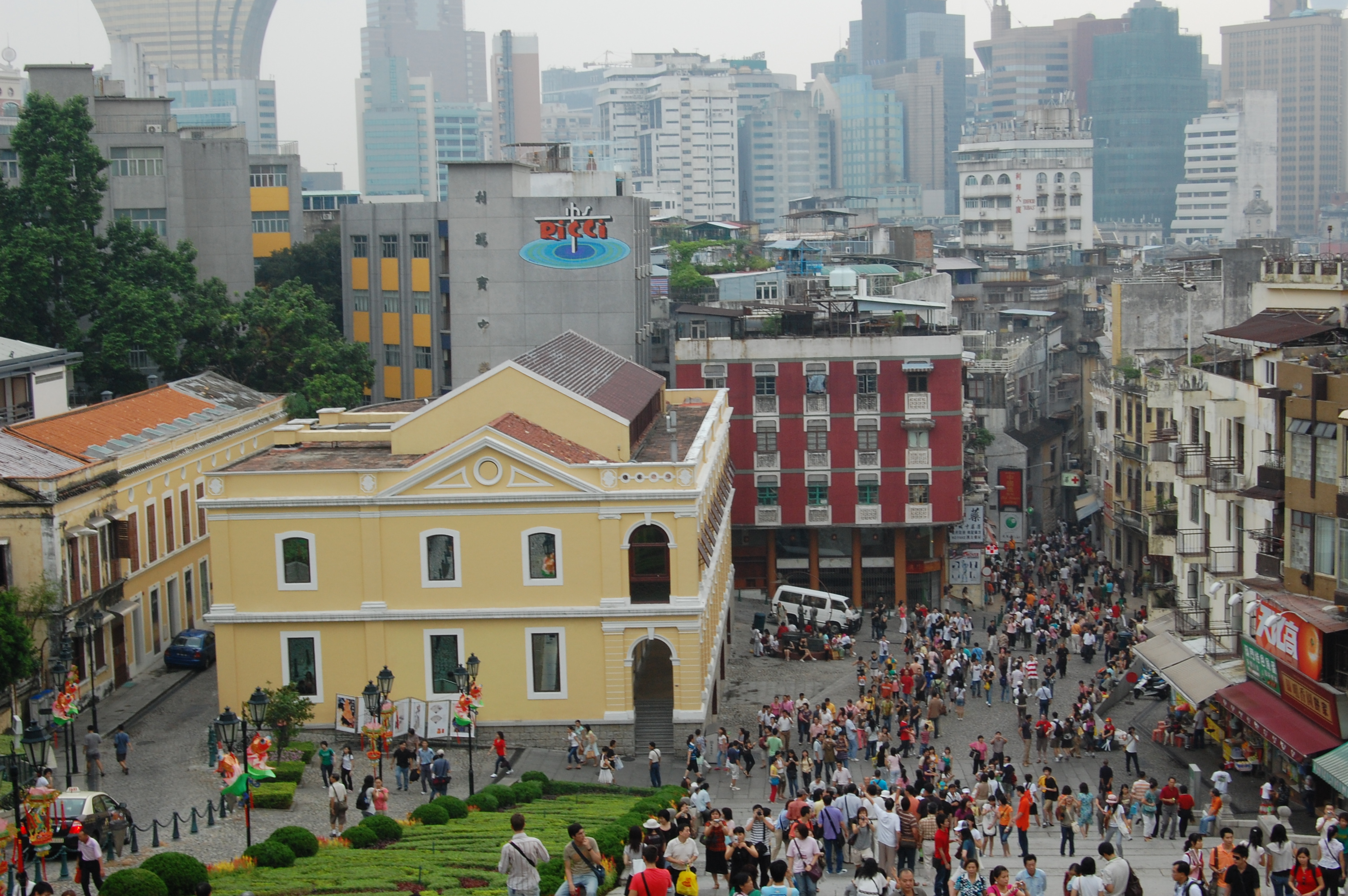
Historische Bauten vor modernen Gebäuden am Largo da Companhia de Jesus
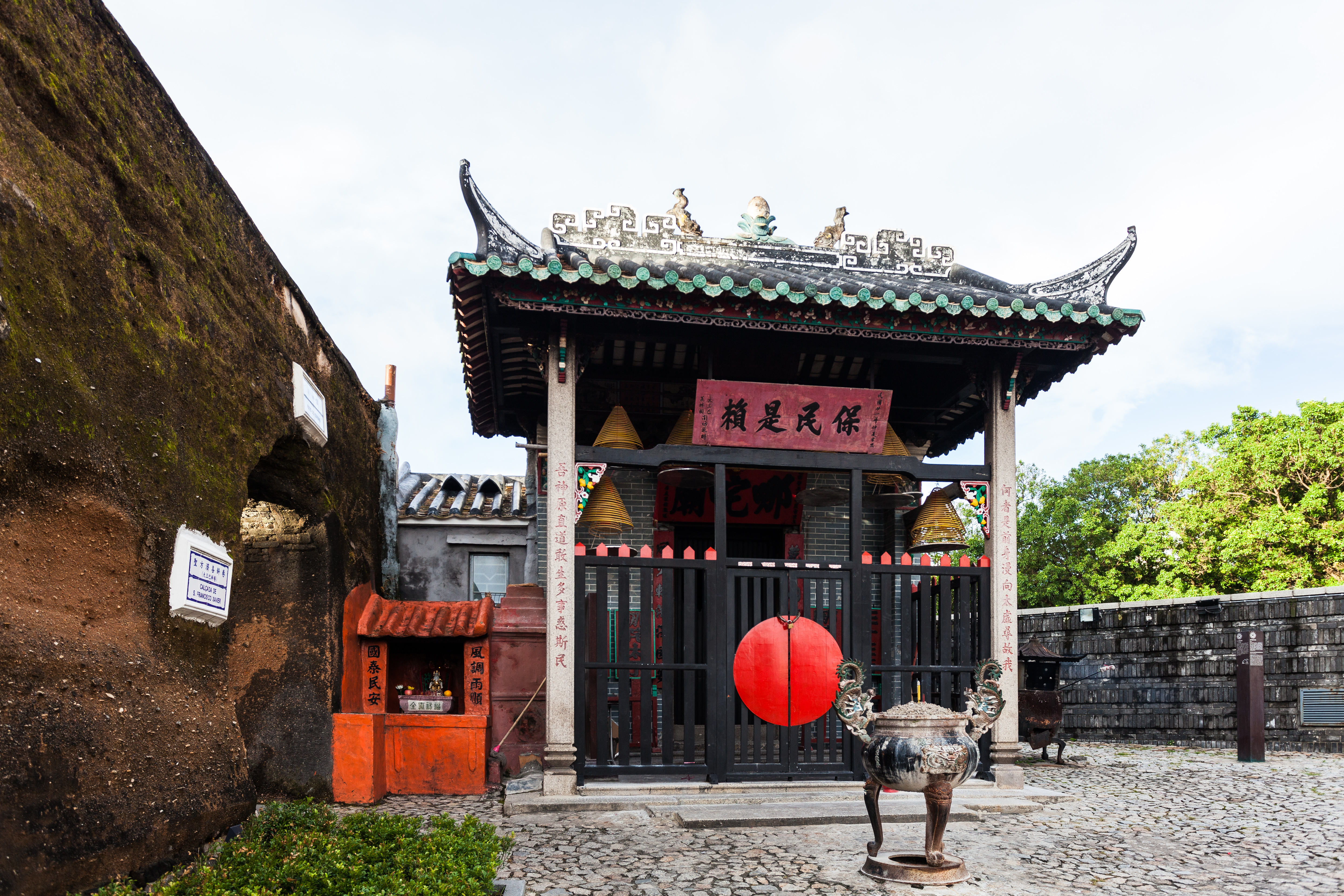
Teil der historischen Stadtmauer mit Na-Tcha-Tempel
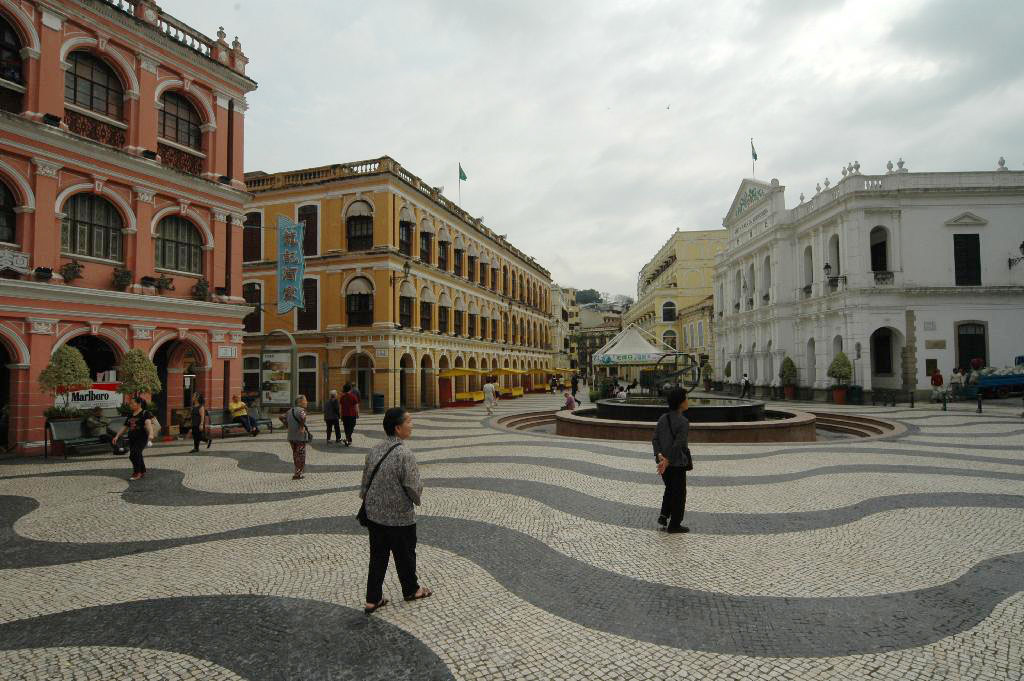
Senatsplatz
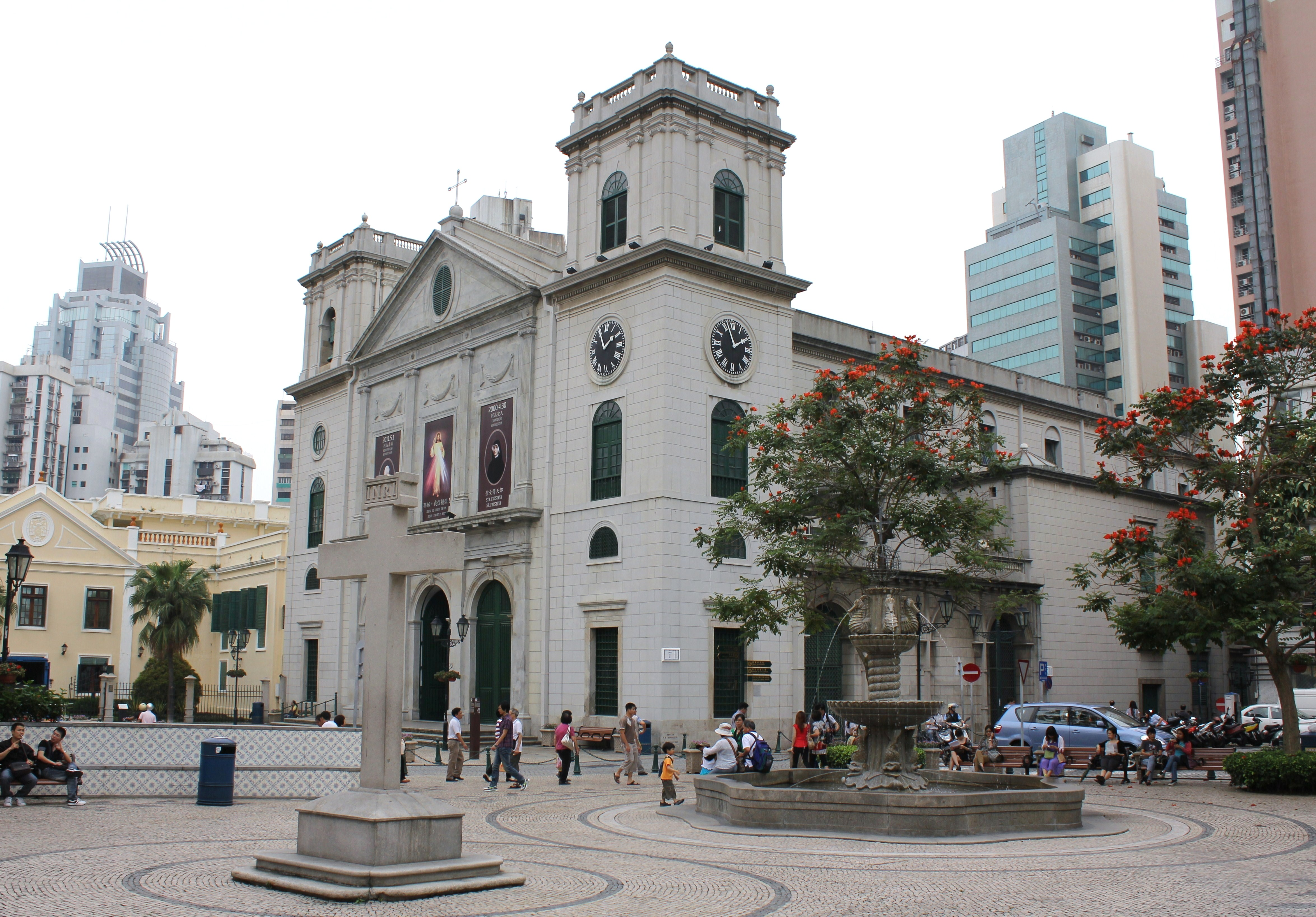
Domplatz mit Kathedrale der Geburt unserer Liebfrauen